# Shahrestān-e Ashkez̄ar
Shahrestān-e Ashkez̄ar (persiska: شَهرِستانِ صَدوق, Shahrestān-e Şadūq, شهرستان اشکذر, اشکذر) är en delprovins (shahrestan) i Iran.   Den ligger i provinsen Yazd, i den centrala delen av landet, 500 km söder om huvudstaden Teheran.
Delprovinsen hade 32 566 invånare 2016.